# سیمون فرهوفن
سیمون فرهوفن (آلمانی: Simon Verhoeven؛ زادهٔ ۲۰ ژوئن ۱۹۷۲) بازیگر، فیلم‌نامه‌نویس و کارگردان فیلم اهل آلمان است. وی از سال ۱۹۹۵ میلادی تاکنون مشغول فعالیت بوده‌است.
از فیلم‌ها یا مجموعه‌های تلویزیونی که وی در آن‌ها نقش داشته است، می‌توان به درخواست دوستی اشاره نمود.